# Forces armées
Les forces armées sont les différentes organisations et moyens militaires qu'un État consacre à la mise en œuvre de sa politique de défense. Elles ne se limitent pas à sa seule armée mais regroupent d'autres organisations comme les milices, les mercenaires, les paramilitaires ou les partisans dans le cas d'une nation occupée.
Leur mission première est d'assurer la sécurité de l'État, la défense de ses intérêts et la protection de ses populations et territoires vis-à-vis d'une menace extérieure. Elles peuvent également recevoir des missions de maintien de la paix, dans un cadre international. En général, elles participent également à la mise en œuvre d'autres politiques publiques : politique étrangère, sécurité intérieure, sécurité civile, santé publique, sauvegarde maritime, protection de l'environnement…
Dans certains pays, elles regroupent des forces spécialement dédiées à ces missions de sécurité intérieure ou de police et comprennent alors des forces de gendarmerie ou des forces paramilitaires (garde-frontières, garde-côtes, sapeurs-pompiers…).
Les forces armées ne sont pas toujours nationales, un État peut faire appel à des mercenaires ou à des sociétés militaires privées (SMP).